# Danuria barbozae
Danuria barbozae är en bönsyrseart som beskrevs av Bolivar 1889. Danuria barbozae ingår i släktet Danuria och familjen Mantidae. Inga underarter finns listade i Catalogue of Life.